# Коулвил (Јута)
Коулвил (енгл. Coalville) град је у америчкој савезној држави Јута.

## Демографија
По попису из 2010. године број становника је 1.363, што је 19 (-1,4%) становника мање него 2000. године.
| Група             | 2000.         | 2010.         |
| Белци             | 1.268 (91,8%) | 1.102 (80,9%) |
| Афроамериканци    | 1 (0,1%)      | 2 (0,1%)      |
| Азијати           | 4 (0,3%)      | 4 (0,3%)      |
| Хиспаноамериканци | 95 (6,9%)     | 230 (16,9%)   |
| Укупно            | 1.382         | 1.363         |